# Ringspezies

Abb. 1. Die einzelnen Populationen sind durch verschiedenfarbige Blöcke dargestellt. Das Verbreitungsareal und damit der Cline kann gestreckt (A), oder auch ringförmig sein (B, C).

Eine Ringspezies besteht aus mehreren meist morphologisch deutlich unterscheidbaren Populationen, bei denen Individuen benachbarter Populationen sich miteinander fortpflanzen (kreuzen, hybridisieren), was Individuen nicht-benachbarten Populationen dieser Spezies (Art) nicht mehr möglich ist. Ringspezies illustrieren, dass das biologische Artkonzept nach Ernst Mayr Ausnahmen kennt. Eine veraltete Bezeichnung im deutschsprachigen Raum lautete Rassenkreis. Sie ist heute nicht mehr gebräuchlich. Anstelle des nicht eindeutig definierten und umstrittenen Begriffs Rasse hat sich der Fachbegriff (Unter-)Art durchgesetzt. 

## Einführung
Die farbigen Balken in Abb. 1 zeigen eine Anzahl von natürlichen Populationen. Entlang einer sogenannten Kline (englisch cline, Huxley, 1938) von sich kontinuierlich verändernden Umweltbedingungen variieren die Populationen in Anpassung an diese Bedingungen zum Beispiel im Körperbau. Paarungen zwischen benachbarten Populationen sind möglich und finden auch statt. Eine Variation bzw. ein Kline kann entlang einer Geraden (z. B. der Nordseite der Alpen; siehe A) oder entlang einer gebogenen Linie existieren (zum Beispiel rund um die Arktis, B).
Von einer Ringspezies spricht man, wenn bei einer ringförmigen Kline (C) die am jeweiligen Ende des Rings aufeinandertreffenden Populationen trotz des gleichen Lebensraums keinen Genaustausch mehr haben. Die Änderungen der Physiologie, Morphologie oder des Verhaltens sind in einem solchen Fall so groß geworden, dass Paarungen zwischen den endständigen Populationen eines Rings nicht mehr stattfinden oder nicht mehr zu fruchtbaren Nachkommen führen. Die Gesamtheit aller Populationen wird in so einem Fall als Ringspezies bezeichnet.
Die Fragestellung für die Klassifikation besteht darin, ob man alle Populationen eines solchen Rings als eine einzige Art im Sinne der Taxonomie auffassen soll, obwohl Paarungen nicht zwischen allen Populationen möglich sind – oder ob man jede Population (farbige Segmente in der Darstellung) zu einer eigenen Art zählt, obwohl Individuen sich mit Mitgliedern der direkt benachbarten Populationen fortpflanzen können. Die Abgrenzung von Art ist somit nicht immer so eindeutig möglich, wie es das biologische Artkonzept vermuten lässt.

## Beispiele
- Salamander der Gattung Ensatina bilden einen Ring um das Central Valley in Kalifornien.[2]
- Der Grünlaubsänger (Phylloscopus trochiloides), ein Singvogel, bildet einen Ring um das Himalaya-Gebirge.[3]
- 2012 wurde erstmals in einer Fachzeitschrift auch eine Pflanzenart als Ringspezies beschrieben, Euphorbia tithymaloides, die in Süd- und Mittelamerika beheimatet ist: Eine Ausbreitungsrichtung ging demnach von Mexiko aus nach Südamerika und von dort aus nördlich zu den Kleinen Antillen, die zweite Ausbreitungsrichtung ging von Mexiko aus nach Osten zu Karibik-Inseln wie Jamaika und Puerto Rico. Beide Populationen coexistieren heute – ohne signifikanten Genfluss – auf der Insel Saint Croix.[4]
- Lange Zeit wurde davon ausgegangen, dass Möwen (Gattung Larus) entlang des Polarkreises eine Ringspezies bilden. Eine genetische Studie zeigte allerdings, dass die Situation komplizierter ist als hier beschrieben und bestimmte Bedingungen von Mayrs Ringspeziestheorie nicht erfüllt sind.[5]